# Lee Hunt
Pour les articles homonymes, voir Hunt.
Lee Hunt (né le 5 juin 1981 à Liverpool) est un footballeur anglais. Il joue pour le club gallois de Bala Town qui évolue en Welsh Premier League.

## Biographie
Après une formation à Helsby, Lee Hunt est recruté par Bangor City à l'été 2002. Dès sa première saison, il inscrit 13 buts en 30 matchs de championnat. Après avoir joué à plusieurs reprises à Bangor et au Rhyl FC, il est cédé en 2008 au club anglais de Barrow à la suite de propos tenus contre des arbitres gallois. Lors de la saison 2010-2011, il évolue à Prestatyn Town, inscrivant 16 buts lors de sa première saison. 
La saison suivante, il signe un contrat de deux ans à Bala Town.

## Palmarès
Rhyl
- Championnat du pays de Galles
  - Vainqueur : 2009
- Coupe du pays de Galles
  - Vainqueur : 2006

Bangor City
- Coupe du pays de Galles
  - Vainqueur : 2009

Bala Town FC
- Coupe du pays de Galles
  - Vainqueur : 2017